# Narcissus cavanillesii
Narcissus cavanillesii là một loài thực vật có hoa trong họ Amaryllidaceae. Loài này được Barra & G.López mô tả khoa học đầu tiên năm 1984.